# Froibermont
 (avril 2012).
Froidbermont ou Froibermont est un hameau de la commune d'Olne au Pays de Herve, dans la province de Liège (Région wallonne de Belgique).

## Étymologie
Le nom vient du prénom roman Frober, et de mont, colline en wallon, au XIVe siècle on trouve le nom Frobertis montem. La graphie Froidbermont est une mauvaise francisation par ignorance de l'origine.

## Château de Froidbermont
C'est à Froidbermont que se trouvait le château seigneurial d'Olne, déjà mentionné dans un manuscrit de 1314.
En 1376 Henry de Freubermont est avoué d'Olne.
Des archives de 1574 mentionnent un château. Un siècle plus tard, en 1692, un tremblement de terre endommage l'édifice, ainsi que les églises d'Olne et de Soiron Il possédait une chapelle attestée en 1702. Seule reste une splendide cave voûtée du château sous la maison actuelle.
La maison seigneuriale est démolie en 1806. À en juger par le coût de sa démolition, elle devait être imposante.
Les lieux-dits proches : la source de Tancré, - du prénom roman Tancrède - , et l'abreuvoir en contrebas qui porte le nom de Prèyê, - du roman pratellum, petit pré - , semblent indiquer qu'il s'agit d'un des premiers points habités d'Olne.

## Source
- Jean-Jacques Bolly, Charles Christians, Bruno Dumont, Étienne Hélin, Paul Joiris, René Leboutte et Jean et Madeleine Moutschen-Dahmen, Visages d'Olne : Son village, ses hameaux, Olne, Édition de la Commune d'Olne, 2006, 288 p., D/2006/11.092/1.